# Веннингтон, Билл
Уильям «Билл» Перси Веннингтон (англ. William "Bill" Percey Wennington; родился 26 апреля 1963 года, Монреаль, Квебек, Канада) — канадский профессиональный баскетболист, который выступал в Национальной баскетбольной ассоциации и за национальную сборную Канады.

## Карьера игрока

### Клубная карьера
Играл на позиции центрового. Учился в Университете Сент-Джонс, в 1985 году был выбран на драфте НБА под 16-м номером командой «Даллас Маверикс». Позже выступал за команды «Сакраменто Кингз», «Кнорр Болонья» и «Чикаго Буллз». Всего в НБА провёл 13 сезонов. В сезонах 1995/1996, 1996/1997 и 1997/1998 годов Веннингтон становился чемпионом НБА в составе «Буллз». Всего за карьеру в НБА сыграл 720 игр, в которых набрал 3301 очко (в среднем 4,6 за игру), сделал 2148 подборов, 440 передач, 226 перехватов и 248 блок-шотов.
В студенческие годы Веннингтон играл под руководством Лу Карнесекки за клуб «Сент-Джонс Ред Сторм», который в 1985 году выходил в финал четырёх NCAA. Первые пять лет своей спортивной карьеры в НБА выступал за команду «Даллас Маверикс», набирая в течение сезона в среднем за игру по 4,6 очка, 0,7 передачи и 4,4 подбора. Затем Билл перешёл в команду «Сакраменто Кингз», за которую отыграл всего один сезон, после чего перебрался в Италию, где два года выступал за «Кнорр» из Болоньи. В 1993 году Веннингтон подписал контракт с клубом «Чикаго Буллз», когда в нём блистали Майкл Джордан, Скотти Пиппен и Деннис Родман, где выступал в роли сменщика основного центрового команды Люка Лонгли. Веннингтон был одним из немногих опытных игроков, кто остался в «Буллз» после локаута, состоявшегося перед началом сезона 1998/1999 годов, однако по окончании чемпионата вернулся в «Кингз», где через год завершил карьеру.

### Международная карьера
В 1983 году Веннингтон стал чемпионом летней Универсиады в Эдмонтоне в составе сборной Канады, которая в полуфинале обыграла сборную США, а в финале — сборную Югославии. В 1984 году представлял сборную Канады на Олимпийских играх в Лос-Анджелесе, которая заняла четвёртое место, проиграв в полуфинале сборной США, а в матче за третье место — сборной Югославии. В 1992 году представлял сборную Канады в квалификационных матчах к Олимпийским играм в Барселоне, которая только каким-то чудом не попала на турнир. Веннингтон был введён в Баскетбольный Зал славы Квебека и Баскетбольный Зал славы Канады.

### После ухода
После завершения спортивной карьеры игрока стал радиокомментатором, освещая матчи с участием родной команды «Чикаго Буллз».

## Статистика

### Статистика в НБА
| Сезон                                                                                    | Команда    | Регулярный сезон | Регулярный сезон | Регулярный сезон | Регулярный сезон | Регулярный сезон | Регулярный сезон | Регулярный сезон | Регулярный сезон | Регулярный сезон | Регулярный сезон | Регулярный сезон | Серия плей-офф | Серия плей-офф | Серия плей-офф | Серия плей-офф | Серия плей-офф | Серия плей-офф | Серия плей-офф | Серия плей-офф | Серия плей-офф | Серия плей-офф | Серия плей-офф |
| Сезон                                                                                    | Команда    | GP               | GS               | MPG              | FG%              | 3P%              | FT%              | RPG              | APG              | SPG              | BPG              | PPG              | GP             | GS             | MPG            | FG%            | 3P%            | FT%            | RPG            | APG            | SPG            | BPG            | PPG            |
| ---------------------------------------------------------------------------------------- | ---------- | ---------------- | ---------------- | ---------------- | ---------------- | ---------------- | ---------------- | ---------------- | ---------------- | ---------------- | ---------------- | ---------------- | -------------- | -------------- | -------------- | -------------- | -------------- | -------------- | -------------- | -------------- | -------------- | -------------- | -------------- |
| 1985/86                                                                                  | Даллас     | 56               | 3                | 10,0             | 47,1             | 0,0              | 72,6             | 2,3              | 0,4              | 0,2              | 0,4              | 3,4              | 6              | 0              | 3,0            | 33,3           | 100,0          | 100,0          | 0,8            | 0,0            | 0,0            | 0,0            | 1,2            |
| 1986/87                                                                                  | Даллас     | 58               | 0                | 9,7              | 42,4             | 0,0              | 75,0             | 2,2              | 0,4              | 0,2              | 0,2              | 2,7              | 4              | 0              | 11,8           | 50,0           | -              | 60,0           | 2,5            | 1,0            | 0,0            | 0,8            | 3,8            |
| 1987/88                                                                                  | Даллас     | 30               | 0                | 4,2              | 51,0             | 50,0             | 63,2             | 1,3              | 0,1              | 0,2              | 0,3              | 2,1              | 6              | 0              | 2,3            | 0,0            | -              | -              | 0,7            | 0,2            | 0,2            | 0,0            | 0,0            |
| 1988/89                                                                                  | Даллас     | 65               | 9                | 16,5             | 43,3             | 11,1             | 74,4             | 4,4              | 0,7              | 0,2              | 0,5              | 4,6              | Не участвовал  | Не участвовал  | Не участвовал  | Не участвовал  | Не участвовал  | Не участвовал  | Не участвовал  | Не участвовал  | Не участвовал  | Не участвовал  | Не участвовал  |
| 1989/90                                                                                  | Даллас     | 60               | 2                | 13,6             | 44,9             | 0,0              | 80,0             | 3,3              | 0,7              | 0,3              | 0,4              | 4,5              | 3              | 0              | 8,3            | 20,0           | -              | -              | 1,0            | 0,3            | 0,0            | 0,3            | 0,7            |
| 1990/91                                                                                  | Сакраменто | 77               | 23               | 18,9             | 43,6             | 20,0             | 78,7             | 4,4              | 0,9              | 0,6              | 0,8              | 5,7              | Не участвовал  | Не участвовал  | Не участвовал  | Не участвовал  | Не участвовал  | Не участвовал  | Не участвовал  | Не участвовал  | Не участвовал  | Не участвовал  | Не участвовал  |
| 1993/94                                                                                  | Чикаго     | 76               | 0                | 18,0             | 48,8             | 0,0              | 81,8             | 4,6              | 0,9              | 0,6              | 0,4              | 7,1              | 7              | 0              | 6,7            | 50,0           | -              | 66,7           | 1,0            | 0,6            | 0,0            | 0,1            | 1,1            |
| 1994/95                                                                                  | Чикаго     | 73               | 1                | 13,1             | 49,2             | 0,0              | 81,0             | 2,6              | 0,5              | 0,3              | 0,2              | 5,0              | 10             | 0              | 13,3           | 39,6           | -              | 100,0          | 2,8            | 0,3            | 0,3            | 0,3            | 4,8            |
| 1995/96                                                                                  | Чикаго     | 71               | 20               | 15,0             | 49,3             | 100,0            | 86,0             | 2,5              | 0,6              | 0,3              | 0,2              | 5,3              | 18             | 0              | 9,4            | 52,0           | 0,0            | 50,0           | 1,7            | 0,5            | 0,2            | 0,1            | 3,0            |
| 1996/97                                                                                  | Чикаго     | 61               | 19               | 12,8             | 49,8             | 0,0              | 83,0             | 2,1              | 0,7              | 0,2              | 0,2              | 4,6              | Не участвовал  | Не участвовал  | Не участвовал  | Не участвовал  | Не участвовал  | Не участвовал  | Не участвовал  | Не участвовал  | Не участвовал  | Не участвовал  | Не участвовал  |
| 1997/98                                                                                  | Чикаго     | 48               | 8                | 9,7              | 43,6             | -                | 81,0             | 1,7              | 0,4              | 0,1              | 0,1              | 3,5              | 16             | 0              | 7,4            | 52,6           | -              | 50,0           | 0,9            | 0,2            | 0,4            | 0,1            | 2,8            |
| 1998/99                                                                                  | Чикаго     | 38               | 3                | 11,9             | 34,8             | 100,0            | 81,8             | 2,1              | 0,5              | 0,3              | 0,3              | 3,8              | Не участвовал  | Не участвовал  | Не участвовал  | Не участвовал  | Не участвовал  | Не участвовал  | Не участвовал  | Не участвовал  | Не участвовал  | Не участвовал  | Не участвовал  |
| 1999/00                                                                                  | Сакраменто | 7                | 0                | 8,1              | 31,6             | -                | 100,0            | 2,7              | 0,1              | 0,3              | 0,3              | 2,0              | Не участвовал  | Не участвовал  | Не участвовал  | Не участвовал  | Не участвовал  | Не участвовал  | Не участвовал  | Не участвовал  | Не участвовал  | Не участвовал  | Не участвовал  |
|                                                                                          | Всего      | 720              | 88               | 13,5             | 45,9             | 13,9             | 78,7             | 3,0              | 0,6              | 0,3              | 0,3              | 4,6              | 70             | 0              | 8,2            | 45,4           | 50,0           | 67,9           | 1,4            | 0,4            | 0,2            | 0,2            | 2,5            |
| Наведите курсор мыши на аббревиатуры в заголовке таблицы, чтобы прочесть их расшифровку. |            |                  |                  |                  |                  |                  |                  |                  |                  |                  |                  |                  |                |                |                |                |                |                |                |                |                |                |                |